# Брахма - самхита
«Брахма - самхіта» (санскр.«Пісня Брахми») — одне з найважливіших священних писань Гауді-вайшнавізму, яке відносять до Агама (Панчаратра). «Брахма - самхіта» містить молитви творця цього всесвітуБрахмиКрішні, вимовлені Брахмою на самому початку творіння. Протягом багатьох століть текст «Брахма - самхіти» вважався загубленим. На початку  XVI століття паломництво, що здійснював по Південній Індії   Чайтанья Махапрабгу ( 1486 - 1534) виявив 62 шлокип'ятої глави «Брахма - самхіти» в храмі Аді-Кешави. Про це йдеться в дев'ятій главі Мадгья-ліли «Чайтанья - чарітамріти». Бгактівінода Тхакур описує виявлення тексту таким чином:
|  | Того дня Господь прийшов на берег річки Паясвіні. Після обмивання Він попрямував до храму Аді-Кешави, де зустрів великих відданих; саме там Він знайшов стародавній рукопис п'ятої глави «Шрі Брахма-самхіти». Це принесло Господу безмежну радість, і тіло Його явило ознаки божественного захоплення - тремтіння, сльози, піт. Він застиг на місці, відчуваючи трепет блаженства. Як писання, яке втілює бездоганні істини (Сіддганта), «Шрі Брахма - самхіта» не знає собі рівних; вона - найкраща з усіх священних книг, що сповіщають славу Всевишнього Господа Говінди. У небагатьох словах тут викладені найвищі бездоганні істини. Вона - сама суть всіх вайшнавських писань. Отримавши виконану з великим старанням копію рукопису, Господь, радіючи, пішов у храм Ананта-Падманабгі. |

«Брахма - самхіта» не тільки розкриває найважливіші положення вайшнавскої філософії, а й містить у собі в стислій формі всю СіддгантуЧайтан'ї Махапрабгу. У цьому тексті  Крішна описується, як джерело всього творіння, причина причин, Верховна Особа Бога.

## У масовій культурі
У 1971 році  Джордж Харрісон спродюсував пісню «Govinda» , текст якої складався з декількох віршів з «Брахма - самхіти». Пісню заспівали  крішнаїти храму Радгі-Крішнив Лондоні і вона вийшла на альбомі «The Radha Krsna Temple» у вигляді окремого сингла.

## Див також
- Брахма
- Чайтанья Махапрабгу